# シオフキガイ
シオフキガイ（潮吹貝、Mactra veneriformis, 英: surf clam, hen clam）は、マルスダレガイ目バカガイ上科バカガイ科バカガイ亜科バカガイ属の二枚貝。和名について、シオフキとする文献もある。和名の由来は、出水管から噴水のように海水を噴き出すことから。別名・ショウベンガイ。

## 分布
中国沿岸。沿海州から朝鮮半島にかけて。日本国内では宮城県以南、四国・九州まで。

## 形態
殻長45ミリメートル。薄い殻は前後に短く、三角形に近い。膨らみは強い。殻表には低い同心円肋が発達する。殻皮は黄褐色で薄い。輪肋及び放射彩はない。腹縁は緩い曲線を描く。
殻の内面は白色または淡褐色（後端は紫褐色）。殻頂近くの前後両側に長い歯がある。外套線湾入は丸く、浅い。

## 生態
内湾性で、潮間帯下部から水深20メートルの砂泥底に生息。産卵期は4 - 7月。2年目の成貝を漁獲する。

## 人との関わり
食用。潮干狩りではアサリ・ハマグリなどに混じってよく獲れる。冬にうま味が増すと言われる。ただし、砂を吐かせる際にポンプで送気し続ける必要があり、あまり喜ばれない。身もあまり美味ではないとする文献もある。アサリの代用として佃煮や干物に加工する。貝柱を天ぷらにすることもある。春の季語である。